# Franz Leitner

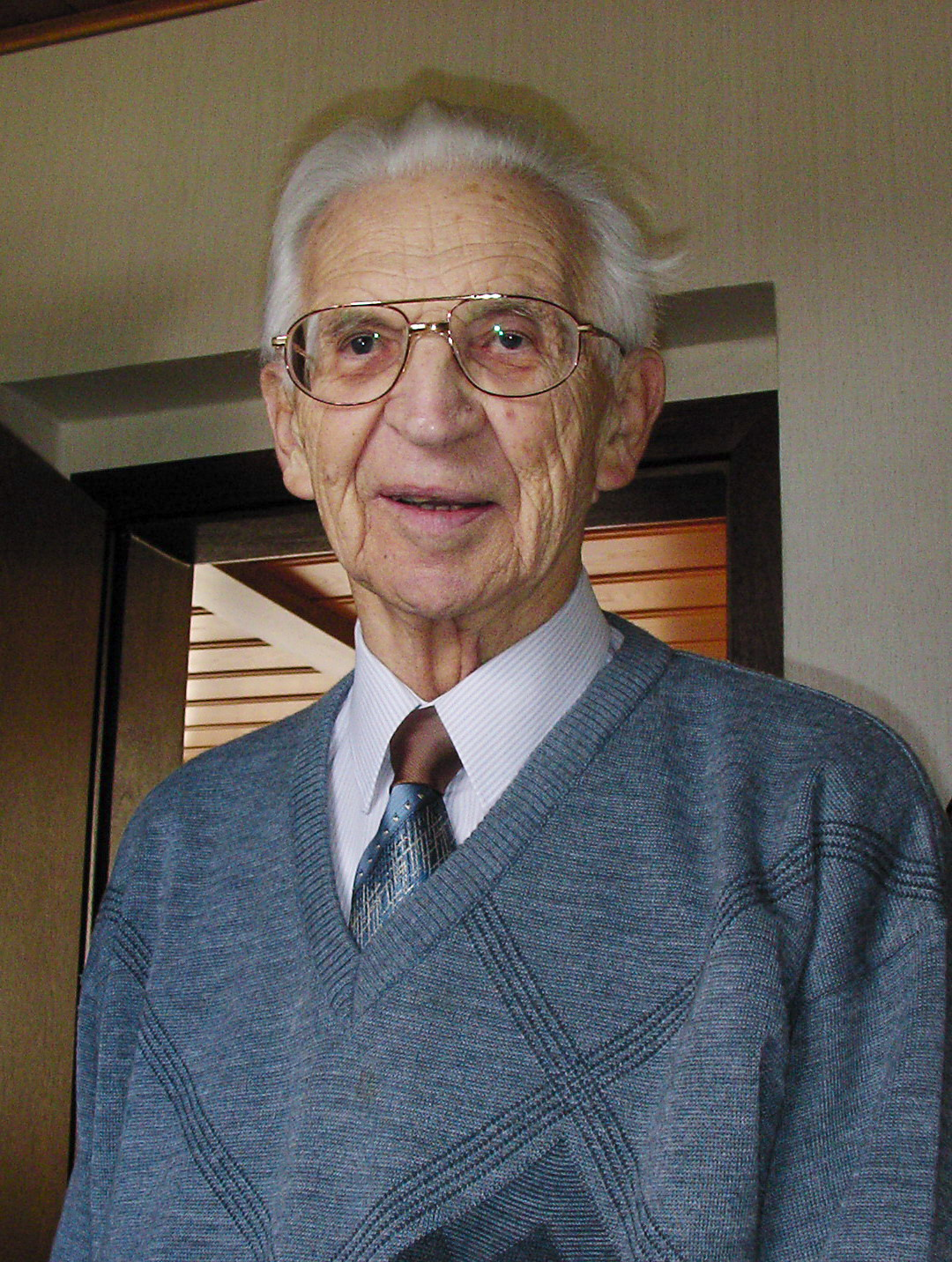
Franz Leitner, 1. Februar 2005

Franz Leitner (* 12. Februar 1918 in Wiener Neustadt; † 20. Oktober 2005 in Höf-Präbach, Steiermark) war ein österreichischer KPÖ-Politiker und „Gerechter unter den Völkern“. Er war Landtagsabgeordneter in der Steiermark und Landesparteivorsitzender der KPÖ–Steiermark.

## Leben und Wirken
1936 beendete Leitner seine Schulausbildung an der Staatsgewerbeschule für Maschinenbau mit der Matura. In diesem Jahr wurde er auch wegen seiner Mitgliedschaft im damals illegalen Kommunistischen Jugendverband (KJV) zu vier Monaten Haft und einer 15-monatigen Polizeistrafe verurteilt. Zu Beginn des Zweiten Weltkrieges, am 1. September 1939, wurde Leitner verhaftet und ins KZ Buchenwald deportiert, in dem er am 7. September 1939 registriert wurde. Seine Häftlingsnummer war 4046.
In seiner ihm ab Oktober 1943 zugeteilten Funktion als Blockältester des „Kinderblocks“ (Baracke 8), in dem bis zu 400 Kinder interniert waren, setzte er sich erfolgreich für bessere Haftbedingungen ein. Darüber hinaus rettete er zahlreichen jüdischen Kindern das Leben (darunter war auch der spätere aschkenasische Großrabbiner des Staates Israel und gegenwärtige Oberrabbiner der Stadt Tel Aviv, Israel Meir Lau), wofür ihm 1998 von der Jerusalemer Gedenkstätte Yad Vashem der Ehrentitel „Gerechter unter den Völkern“ verliehen wurde.

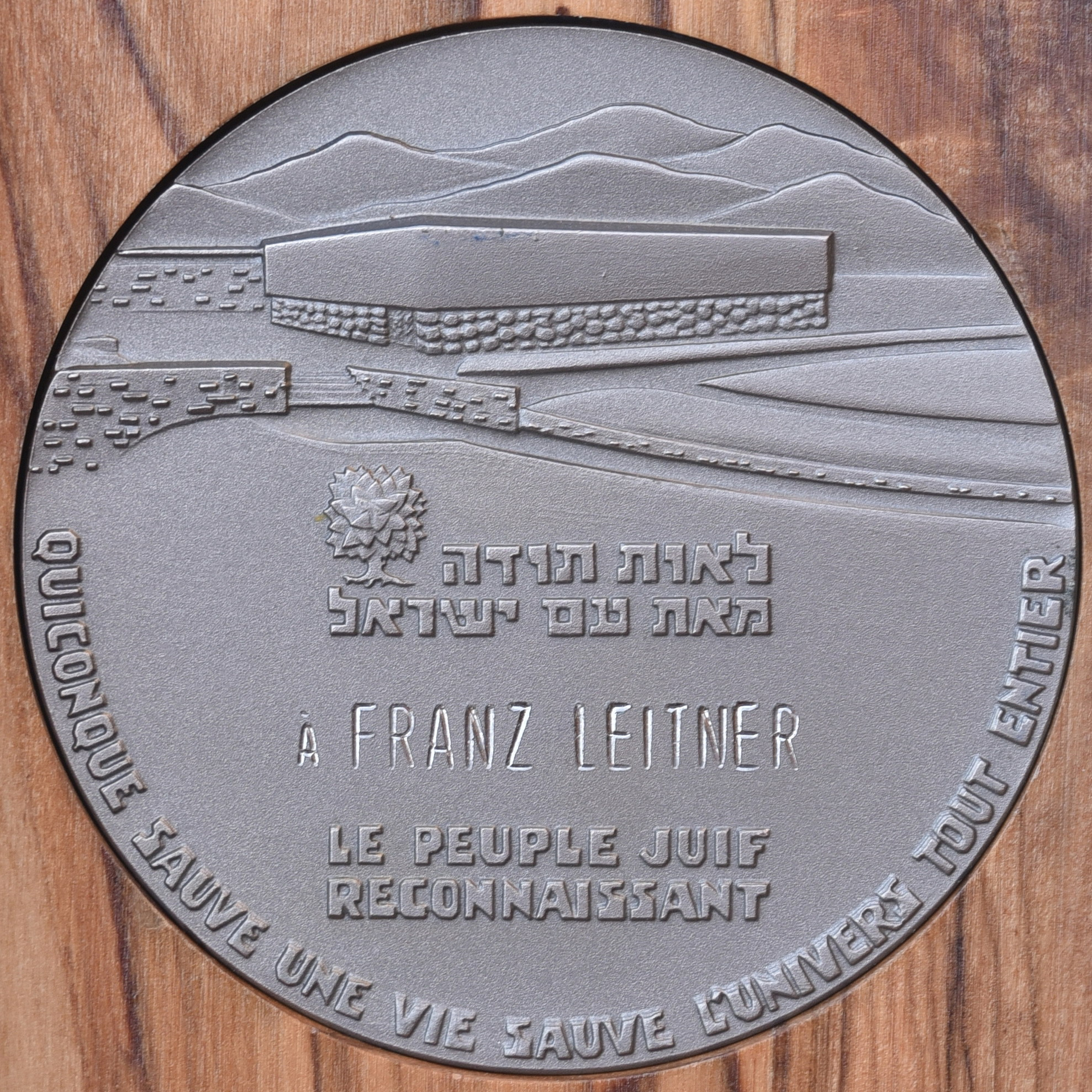
Yad Vashem-Ehrenmedaille als „Gerechter unter den Völkern“ für Franz Leitner

Franz Leitner unterstützte aktiv die Befreiung der KZ-Häftlinge in Buchenwald durch die 3. US-Armee.
Im Mai 1945 kehrte Leitner nach Wiener Neustadt zurück und wurde dort Bezirkssekretär der KPÖ. 1946 erreichte er das Amt des Vizebürgermeisters und 1950 einen Sitz im Stadtrat. 1953 übernahm Leitner Parteiämter in Graz, zuerst als Landessekretär und von 1958 bis 1979 als Landesparteivorsitzender der steirischen KPÖ. Von 1961 bis 1970 war er Abgeordneter zum Steiermärkischen Landtag. Darüber hinaus war er auch mehrere Perioden lang Mitglied des Zentralkomitees und von 1970 bis 1977 Mitglied des Politbüros der KPÖ.
Franz Leitner blieb – so lange er konnte – politisch aktiv. Ob als Landesobmann des Zentralverbandes der Pensionisten oder als Mitglied des Präsidiums des Bundesverbandes der ehemaligen österreichischen Widerstandskämpfer und Opfer des Faschismus (KZ-Verband/Verband der AntifaschistInnen – VdA) – immer war er bereit, sich maximal einzusetzen.
Bis ins hohe Alter gab er sein Wissen und seine Erfahrungen als Zeitzeuge besonders in der Aufklärung Jugendlicher über den Rechtsextremismus weiter. Als Lebensmotto Franz Leitners kann folgendes Zitat – formuliert wenige Monate vor seinem Tod – in einer Grußadresse für die offizielle Gedenkveranstaltung zum 60. Jahrestag der Befreiung des KZs Buchenwald gelten:

„Wir, die letzten noch lebenden Augenzeugen der Verbrechen des Nazismus, rufen Euch zu: ‚Unsere schwere Vergangenheit darf niemals die Zukunft unserer Kinder und Kindeskinder werden!‘ “

Filmische Dokumentationen – Anständig sterben von Richard Kriesche und Walter Müller (2001) und Der Widerstandskämpfer Franz Leitner von der ARGE Jugend gegen Gewalt und Rassismus (2003) – erzählen vom Leben und Kämpfen Franz Leitners. Im März 2016 strahlte ORF III unter dem Schwerpunktthema zeit.geschichte am Samstag erstmals den Film Gerechte unter den Völkern - Franz Leitner aus.

## Auszeichnungen und Ehrungen
- 1978 Ehrenzeichen für Verdienste um die Befreiung Österreichs
- 1995 Goldenes Verdienstzeichen der Republik Österreich
- 1995 Großes Goldenes Ehrenzeichen des Landes Steiermark
- 1998 „Gerechter unter den Völkern“, Ehrentitel der Jerusalemer Gedenkstätte Yad Vashem für nichtjüdische Einzelpersonen, die unter nationalsozialistischer Herrschaft während des Zweiten Weltkriegs ihr Leben einsetzten, um Juden vor der Ermordung zu retten
- 2001 Menschenrechtspreis des Landes Steiermark
- 2004 Goldenes Verdienstzeichen des Landes Wien[11]

## Gedenken

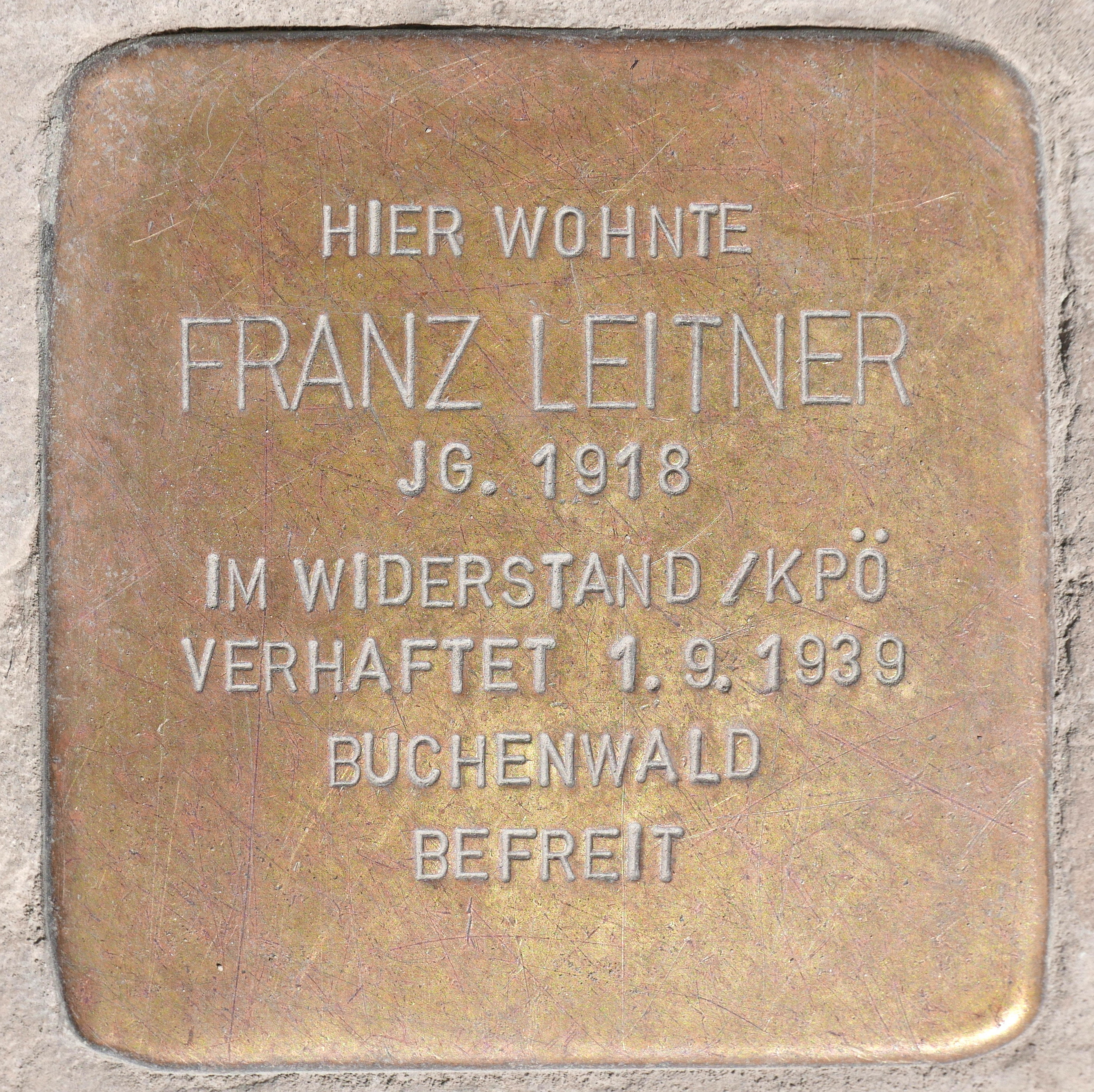
Stolperstein für Franz Leitner

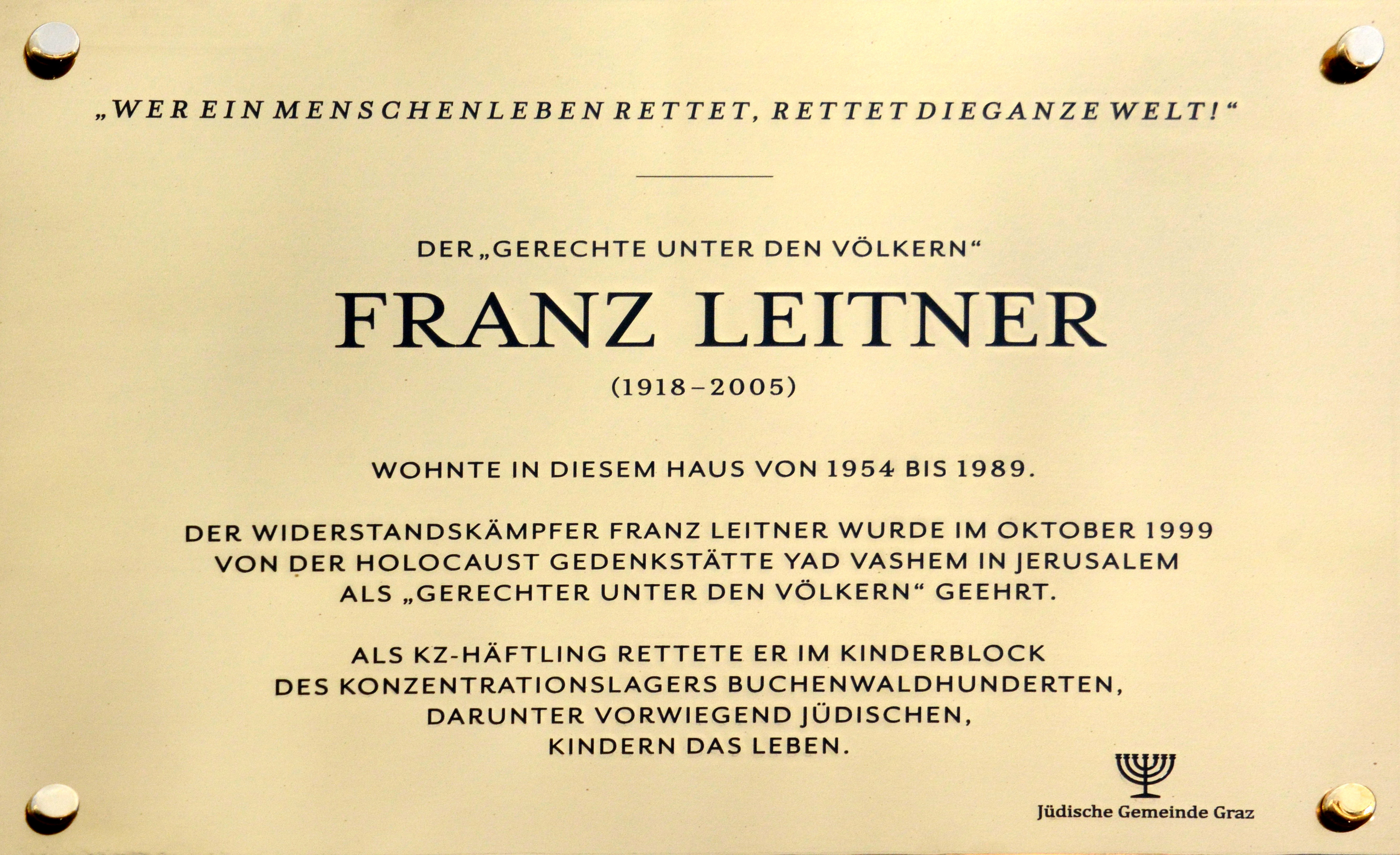
Gedenktafel für Franz Leitner

Zum Gedenken an Franz Leitner wurde am 27. September 2017 vor seinem ehemaligen Grazer Wohnhaus (Graz-Gries, Lagergasse 29) ein Stolperstein verlegt. Am 20. Oktober 2021 wurde dort durch Präsident und Kultusrat Elie Rosen im Beisein von Claudia Klimt-Weithaler, Elke Kahr, Robert Krotzer, Judith Schwentner und Barbara Riener eine Gedenktafel der Jüdischen Gemeinde Graz enthüllt.

## Dokumenten-Galerie

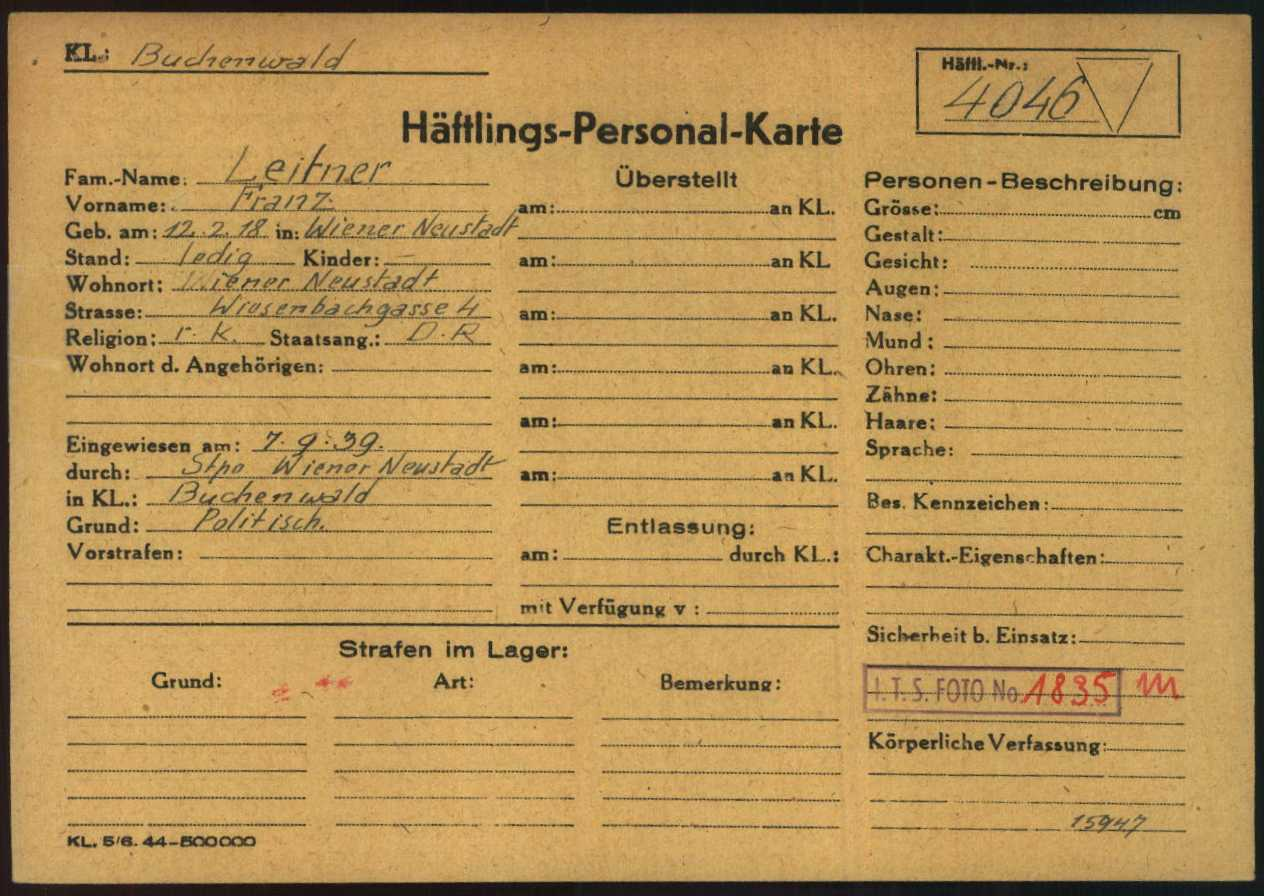
Häftlings-Personal-Karte Franz Leitner, Konzentrationslager Buchenwald, Häftlingsnummer 4046
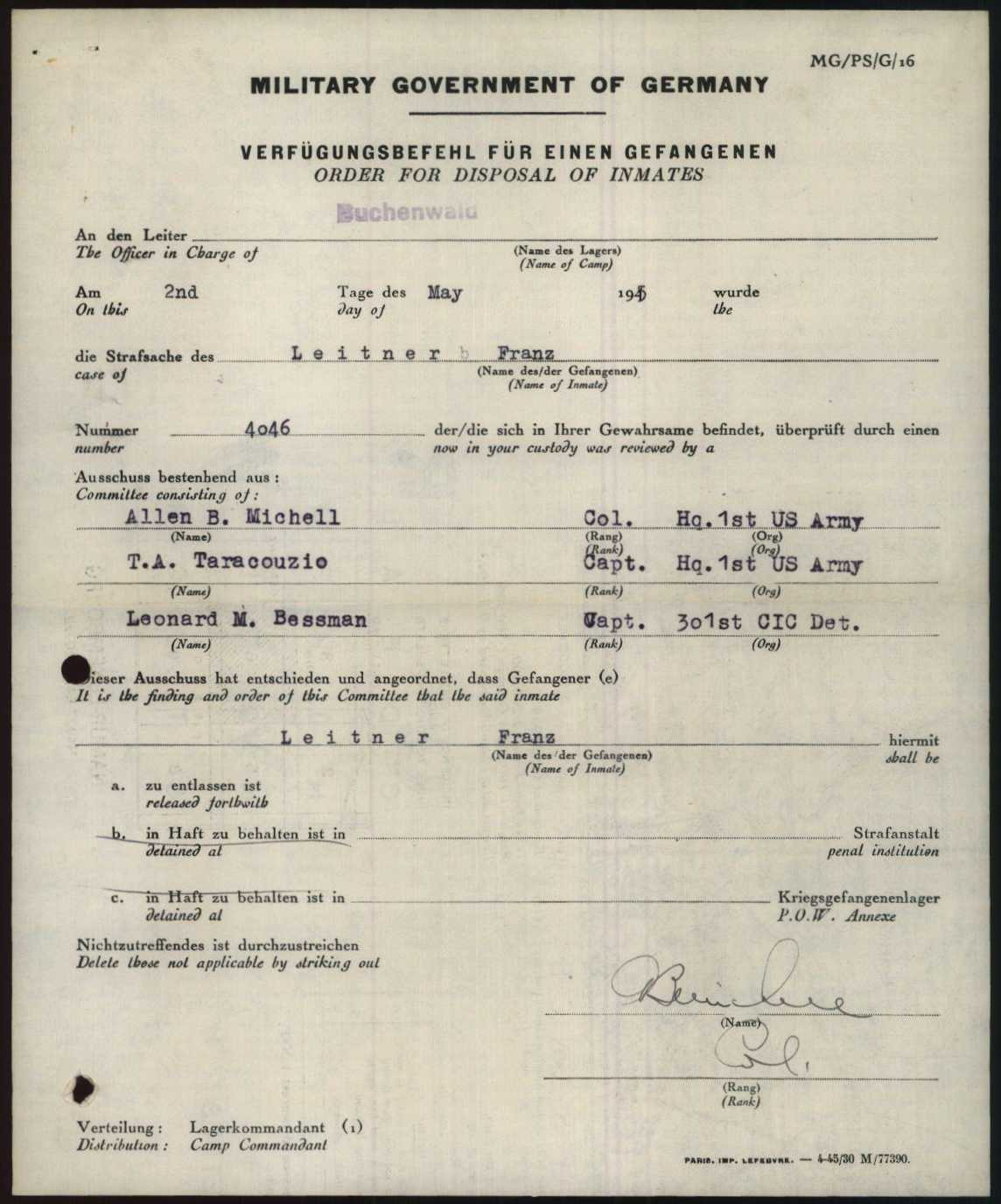
Verfügungsbefehl für Franz Leitner, Military Government of Germany, 2. Mai 1945
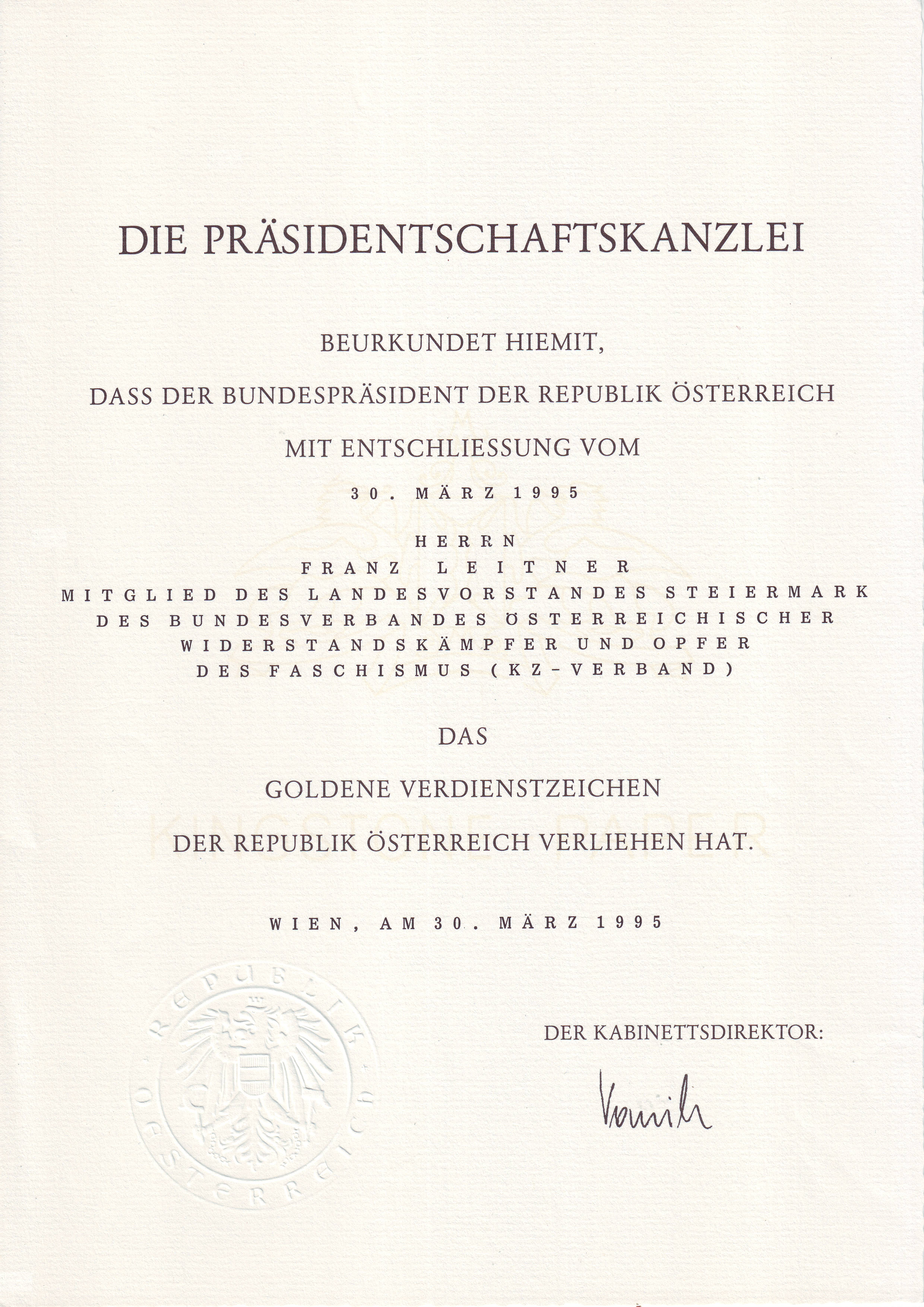
Verleihungsurkunde des Goldenen Verdienstzeichens der Republik Österreich für Franz Leitner, 30. März 1995
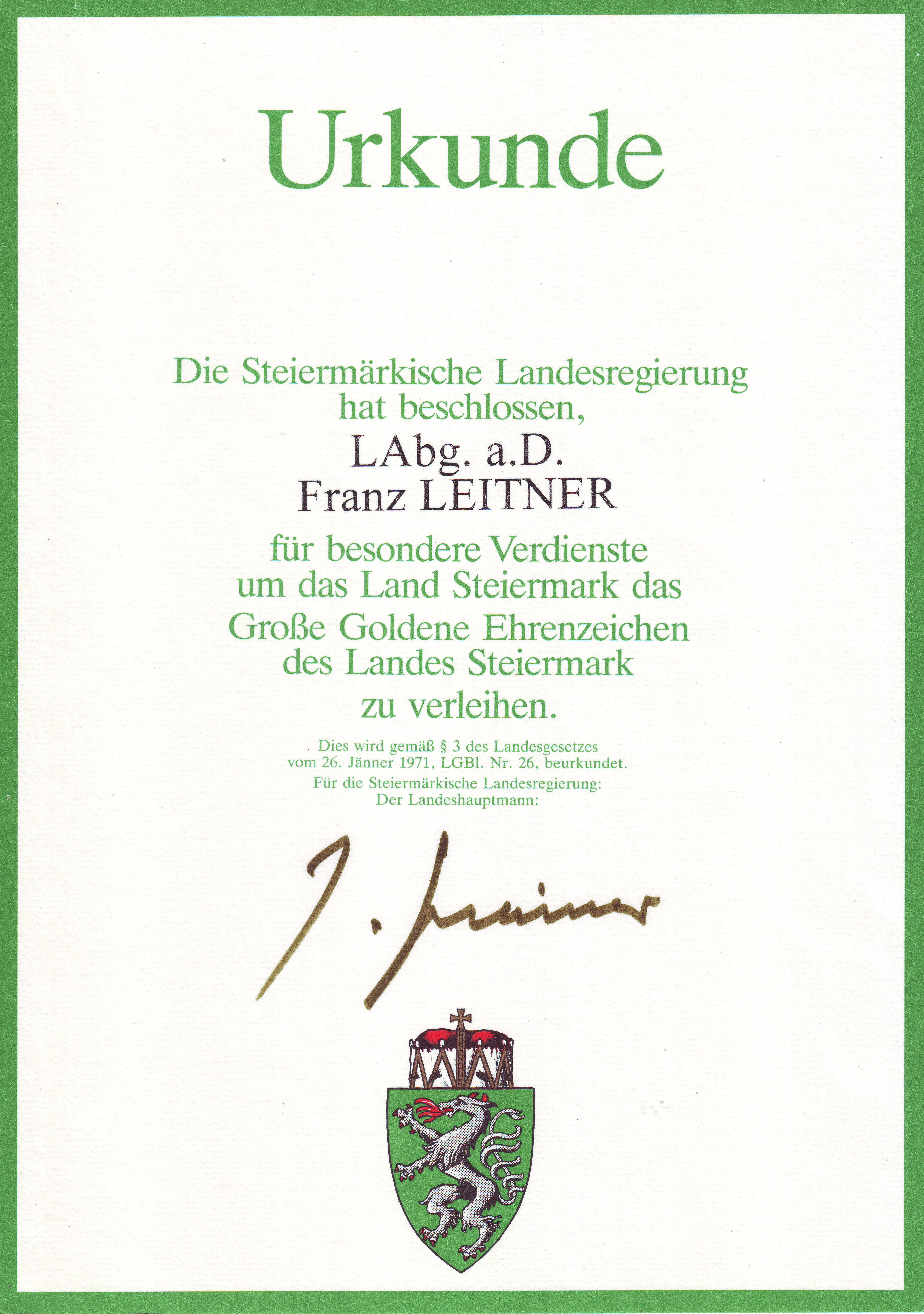
Verleihungsurkunde des Großen Goldenen Ehrenzeichens des Landes Steiermark für Franz Leitner, 27. November 1995
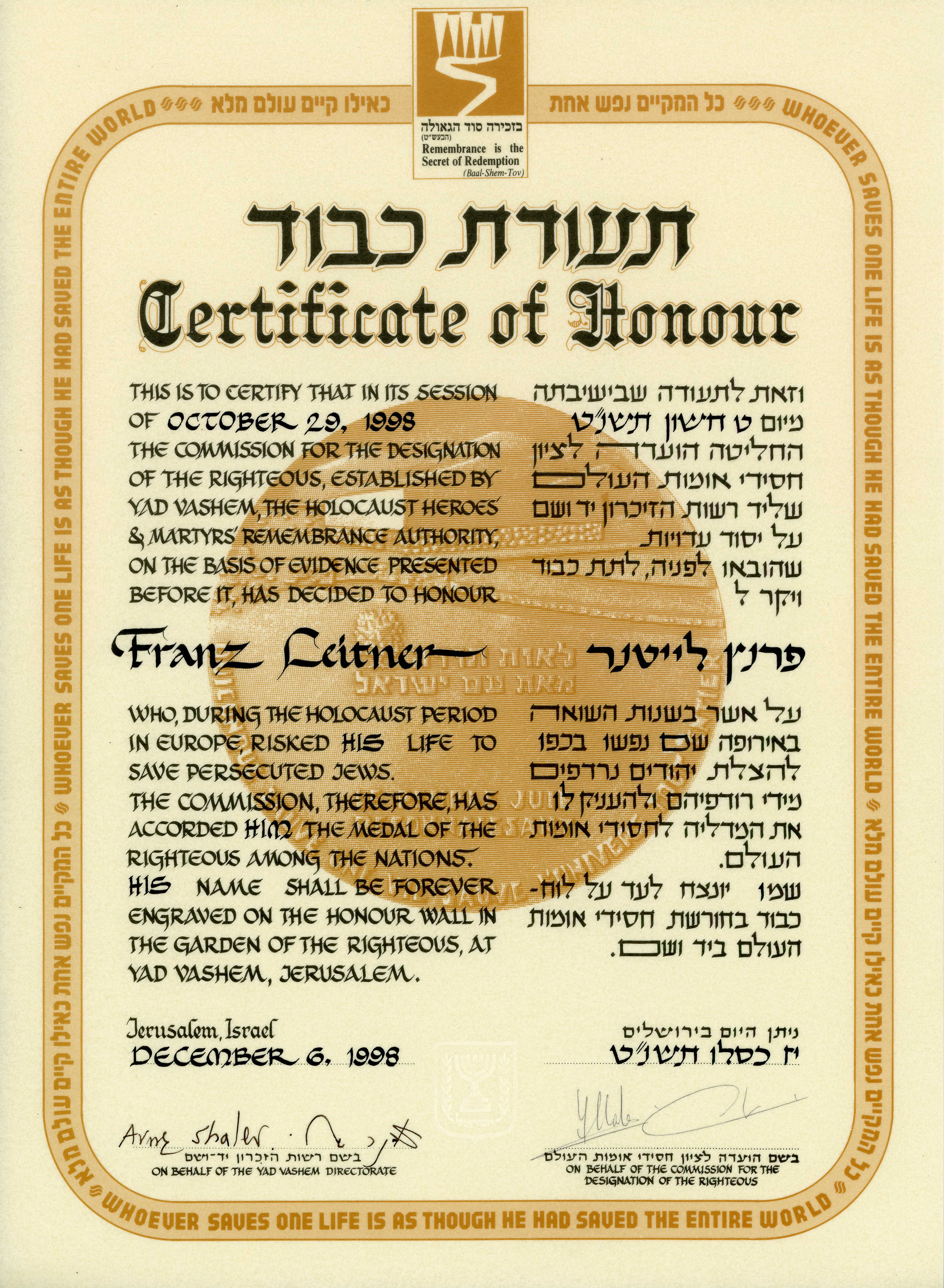
Yad Vashem-Verleihungsurkunde der Auszeichnung als „Gerechter unter den Völkern“ für Franz Leitner, 6. Dezember 1998
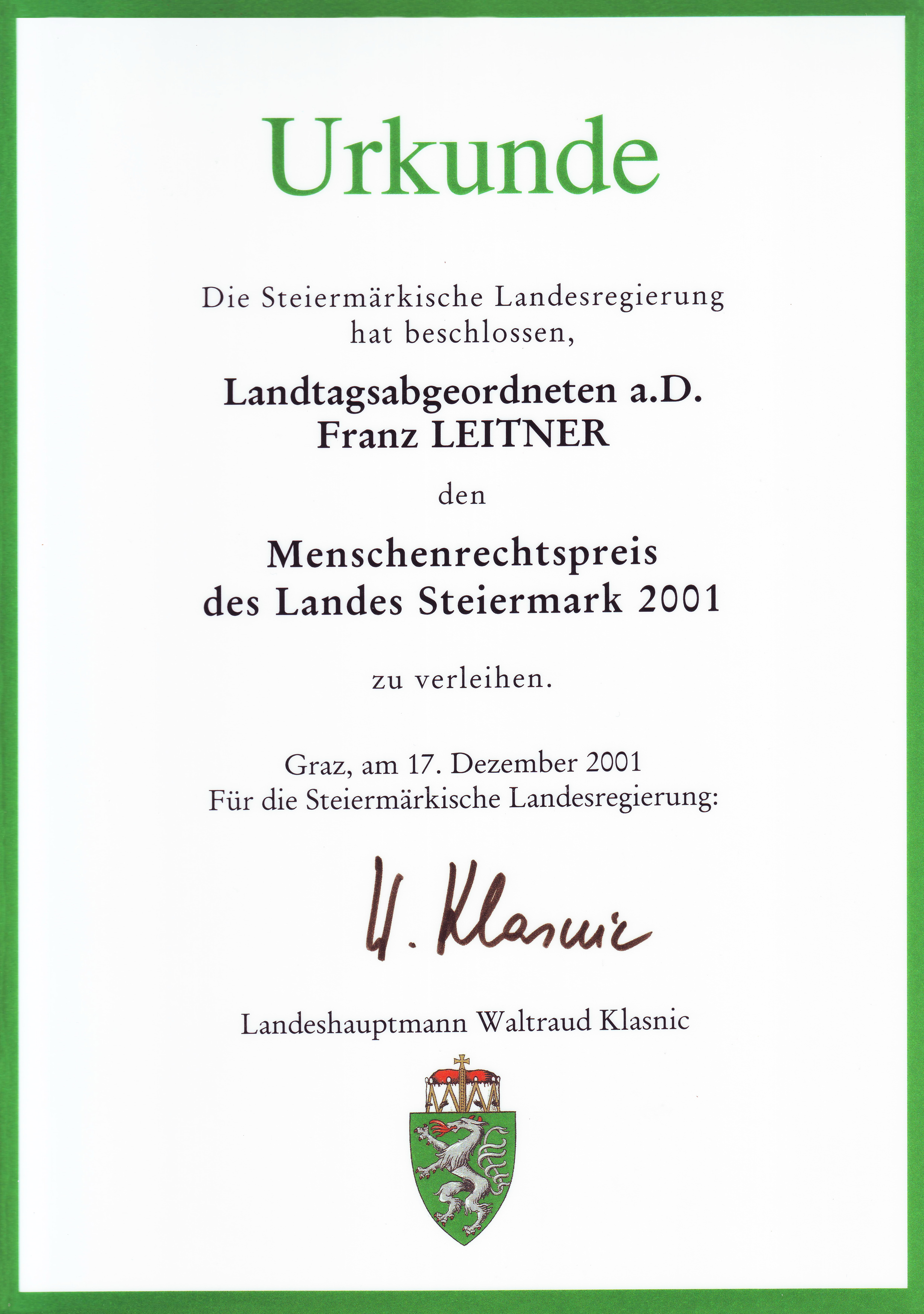
Verleihungsurkunde des Menschenrechtspreises des Landes Steiermark für Franz Leitner, 17. Dezember 2001